# الدويبة (فلم)
الدويبة هو فيلم مغامرة كوميدي مغربي صدر سنة 2003، من إخراج فاطمة بوبكدي، وتأليف بهية السوسي عبد الله، وإنتاج القناة الثانية، ومن بطولة سناء عكرود، وياسين أحجام، وعائشة مناف، وسهام الزبير، وصلاح الدين بنموسى، وحسن مضياف. قصة الفيلم مستوحاة من الثقافة الشعبية المغربية.

## القصة
الفيلم حكاية من التراث المغربي الأصيل، تروي قصة أسرة فقيرة مكونة من الأب سالم المعروف ب «زطاط» الذي يرافق القوافل التجارية ويحرسها من قطاع الطرق. ونظرا لشدة تعلّق الوالد ببناته الثلاث وخوفه عليهن انقطع عن العمل ومكث بجوارهن. لكنه في يوم من الأيام، اضطر للسفر فأمّن «عويشة» ابنته الوسطى على أختيها باعتبارها البنت الذكية أو الدّويبة كما يقال عنها. وفي أحداث غامضة تختفي أخبار الأب فتعتقد الأخوات الثلاث أنه هلك لتحترف عويشة المكر والخداع من أجل رعاية أختيها، وكلما واجهها الحاكم «مولاي عابد» بقضية من قضايا النصب والاحتيال تنجو منها لفرط ذكائها ودهائها فأعجب بها وقرّر الزواج بها، شريطة التخلص من عاداتها القبيحة، لكن عويشة الدويبة تستمر في مناوراتها العجيبة.

## طاقم التمثيل
- سناء عكرود بدور عويشة
- ياسين أحجام بدور مولاي عابد
- عائشة مناف بدور فطوش
- سهام الزبير بدور تيتين
- صلاح الدين بنموسى بدور التاجر جعفر
- حسن مضياف بدور المعلم
- الحسين برداوز بدور سالم

## وصلات خارجية
- مقالات تستعمل روابط فنية بلا صلة مع ويكي بيانات